# Alpaida marta
Alpaida marta là một loài nhện trong họ Araneidae.
Loài này thuộc chi Alpaida. Alpaida marta được Herbert Walter Levi miêu tả năm 1988.